# Money in the Bank (2013)
Money in the Bank (2013) — четвёртое по счёту шоу Money in the Bank, PPV-шоу производства американского рестлинг-промоушна WWE. Шоу прошло 14 июля 2013 года на арене «Уэллс-Фарго-центре» в Филадельфии, Пенсильвания, США.
На шоу состоялось восемь матчей, один из которых был показан на предварительном шоу, включая два матча Money in the Bank. В главном событии Рэнди Ортон выиграл бой за контракт на матч за звание чемпиона WWE.

## Предыстория
На июньском шоу WWE Payback был показан проморолик о возвращении Роба Ван Дама в WWE. Возвращение Роба Ван Дама, который в последний раз выступал в WWE на Королевской битве 2009 года, должно было состоятся на шоу Money in the Bank.
17 июня на Raw чемпион WWE Джон Сина показал ролик с его худшими моментами 2012 года, а также его выступления на Рестлмании 29, где он смог победить Скалу. В конце ролика он поблагодарил болельщиков и сказал что готов на бой с победителем матча с лестницами «Деньги в банке» на одноимённом шоу. После того как он закончил на ринг вышел Марк Хенри, которые объявил о завершении своей карьеры. Но, когда Сина подошёл к нему поздравить, Хенри напал на Джона, выполнив «самый сильный бросок в мире» и объявил, что будет бороться за один из главных чемпионских титулов WWE. Позже во время шоу глава правления WWE Винс Макмэхон объявил, что Сина будет защищать титул чемпиона на шоу Money in the Bank против Хенри.
24 июня на шоу Raw было объявлено, что Дольф Зигглер получит матч-реванш за титул чемпиона мира в тяжёлом весе против Альберто Дель Рио на ппв шоу Money in the Bank. На том же шоу исполнительный вице-президент WWE Стефани Макмэхон огласила список участников матча с лестницами «Деньги в банке» за контракт на бой за титул чемпиона WWE: СМ Панк, Шеймус, Рэнди Ортон, Дэниел Брайан, Кейн, Кристиан и Роб Ван Дам. Позже Викки Герреро назначила бой между Райбеком и Крисом Джерико. Братья Усо, выиграв матч «тройная угроза», стали претендентами № 1 на бой за титул командных чемпионов WWE. Матч против действующих чемпионов, группировки Щит (Роман Рейнс и Сет Роллинс), должен будет пройти на Money in the Bank Kickoff Show, за 30 минут до начала показа шоу через сервис ппв.
28 июня на SmackDown Тедди Лонг назначил матч с лестницами «Деньги в банке» за контракт на бой за титул чемпиона мира в тяжёлом весе, в котором примут участия Дин Эмброус, Коди Роудс, Дэмиен Сэндоу, Фанданго, Антонио Сезаро, Джек Сваггер и Уэйд Барретт.
1 июля на Raw было объявлено, что Кертис Аксель будет защищать титул интерконтинентального чемпиона против Миза, а Кейтлин получит право на матч-реванш за титул чемпионки Див против Эй Джей.
На RAW от 8 июля Кейн получил травму после нападения Семьи Уаяттов и таким образом его участие в поединке за красный кейс от RAW оказалось под вопросом. На SmackDown от 12 июля было официально объявлено, что Кейн не будет принимать участие в матче «Всех Звёзд» на Money in the Bank.

## Матчи
| №                                                          | Матч | Условия                                                                                      | Время |
| ---------------------------------------------------------- | --- | -------------------------------------------------------------------------------------------- | ----- |
| 1P                                                         | «Щит» (Сет Роллинс и Роман Рейнс) (c) победили «Братьев Усо» (Джимми и Джей)                               | Командный матч за титул командных чемпионов WWE                                              | 14:48 |
| 2                                                          | Дэмиен Сэндоу победил Уэйдa Барреттa, Коди Роудса, Дина Эмброуса, Фанданго, Джека Сваггера, Антонио Сезаро | Матч с лестницами Money in the Bank за возможность боя за титул чемпиона мира в тяжёлом весе | 16:25 |
| 3                                                          | Кёртис Аксель (c) победил Миза                                                                             | Одиночный поединок за титул интерконтинентального чемпиона WWE                               | 09:08 |
| 4                                                          | Эй Джей Ли (c) победила Кейтлин                                                                            | Одиночный поединок за титул чемпионки Див WWE                                                | 07:03 |
| 5                                                          | Райбек победил Криса Джерико                                                                               | Одиночный поединок                                                                           | 11:20 |
| 6                                                          | Альберто Дель Рио (c) победил Дольфа Зигглера по дисквалификации                                           | Одиночный поединок за титул чемпиона мира в тяжёлом весе                                     | 14:29 |
| 7                                                          | Джон Сина (c) победил Марка Генри                                                                          | Одиночный поединок за титул чемпиона WWE                                                     | 14:46 |
| 8                                                          | Рэнди Ортон победил СМ Панкa, Дэниела Брайана, Шеймуса, Кристиана, Роба Ван Дама                           | Матч с лестницами Money in the Bank за возможность боя за титул чемпиона WWE                 | 26:38 |
| P — означает матч на пре-шоу (c) — чемпион на начало матча | |                                                                                              |       |